# 徹納爾

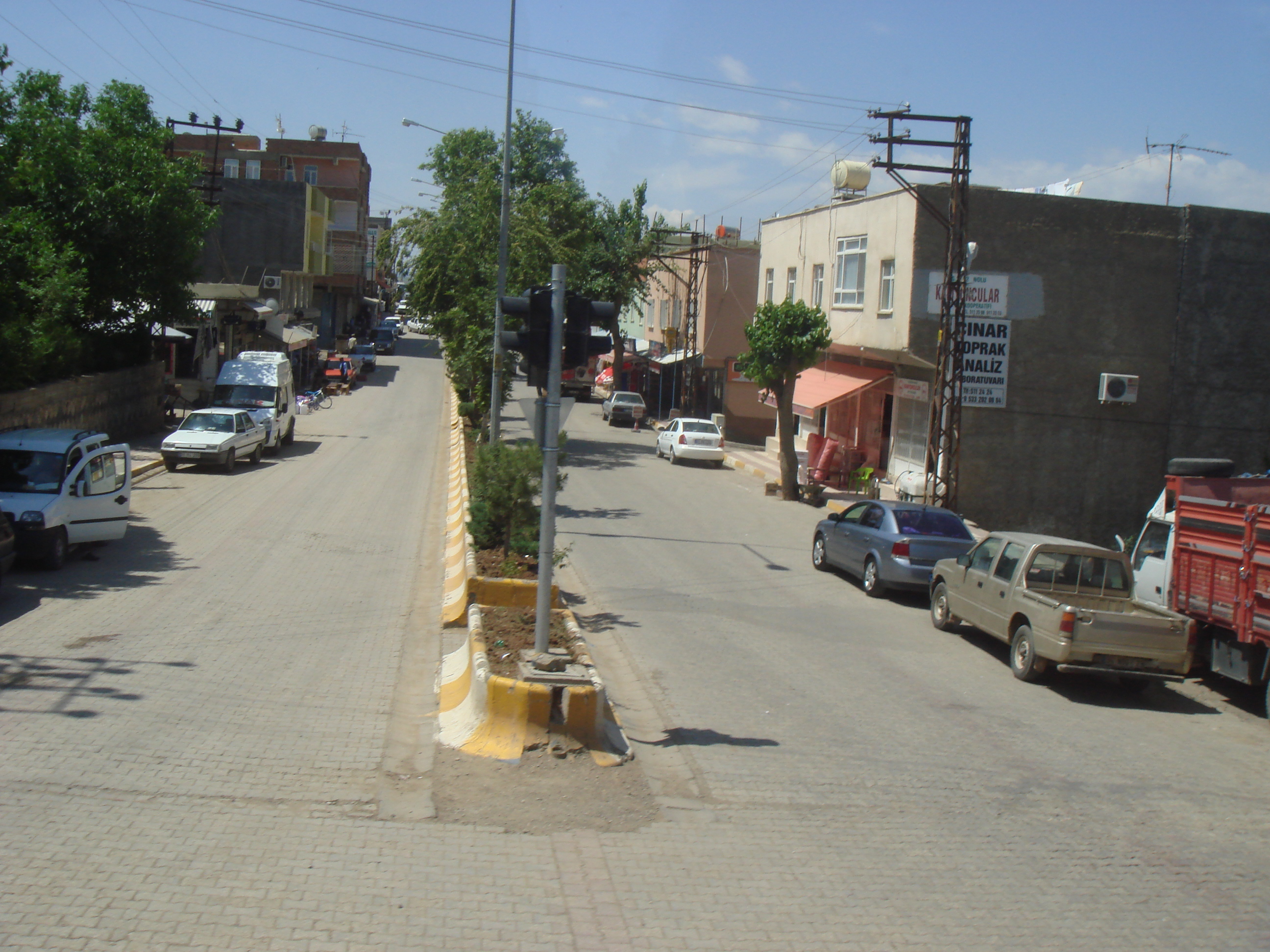
Çınar

徹納爾是土耳其的城鎮，由迪亞巴克爾省負責管轄，位於該國東南部，面積1,990平方公里，該鎮在十六世紀被奧托曼帝國管治，2008年人口11,936。